# La bomba (canción de Ricky Martin)
«La bomba» es una canción del cantante puertorriqueño Ricky Martin, fue lanzado como tercer sencillo de su álbum Vuelve. La canción fue publicada el 20 de abril de 1998, y fue remezclada por Pablo Flores.

## Videoclip
El video musical fue grabado por Wayne Isham en abril de 1998 en Hawái y Miami.

## Formatos y lista de canciones
| Australiano Sencillo en CD |                                          |          |  |
| N.º                        | Título                                   | Duración |  |
| 1.                         | «"La Bomba" (Remix- Radio Edit)»         | 4:17     |  |
| 2.                         | «"La Bomba" (Remix - Versión extendida)» | 9:43     |  |
| 3.                         | «"La Bomba" (Remix - Mezcla Dub)»        | 7:47     |  |
| 4.                         | «"La copa de la vida"»                   | 4:28     |  |
| 26:15                      |                                          |          |  |

| Europeo Maxisencillo |                                          |          |  |
| N.º                  | Título                                   | Duración |  |
| 1.                   | «"La Bomba"»                             | 4:34     |  |
| 2.                   | «"La Bomba" (Remix - Radio Edit)»        | 4:17     |  |
| 3.                   | «"La Bomba" (Remix - Versión extendida)» | 9:43     |  |
| 18:34                |                                          |          |  |

| Estadounidense Sencillo en CD |                                          |          |  |
| N.º                           | Título                                   | Duración |  |
| 1.                            | «"La Bomba" (Spanglish)»                 | 3:50     |  |
| 2.                            | «"La Bomba" (Remix - Radio Edit)»        | 4:17     |  |
| 3.                            | «"La Bomba" (Remix - Mezcla Dub)»        | 7:47     |  |
| 4.                            | «"La Bomba" (Remix - Versión extendida)» | 9:43     |  |
| 5.                            | «"La Bomba"»                             | 4:34     |  |
| 25:37                         |                                          |          |  |

## Posiciones en listas
| País           | Lista (1998)                | Mejor posición |
| -------------- | --------------------------- | -------------- |
| Alemania       | GCMC                        | 90             |
| Australia      | ARIA                        | 27             |
| Finlandia      | Suomen virallinen lista     | 30             |
| Francia        | SNEP                        | 45             |
| España         | PROMUSICAE                  | 5              |
| Suecia         | Sverigetopplistan           | 31             |
| Estados Unidos | Hot Latin Songs (Billboard) | 27             |
| Estados Unidos | Latin Pop Songs (Billboard) | 11             |
| Estados Unidos | Tropical Songs (Billboard)  | 13             |